# Servicio Nacional de Prevención y Respuesta ante Desastres

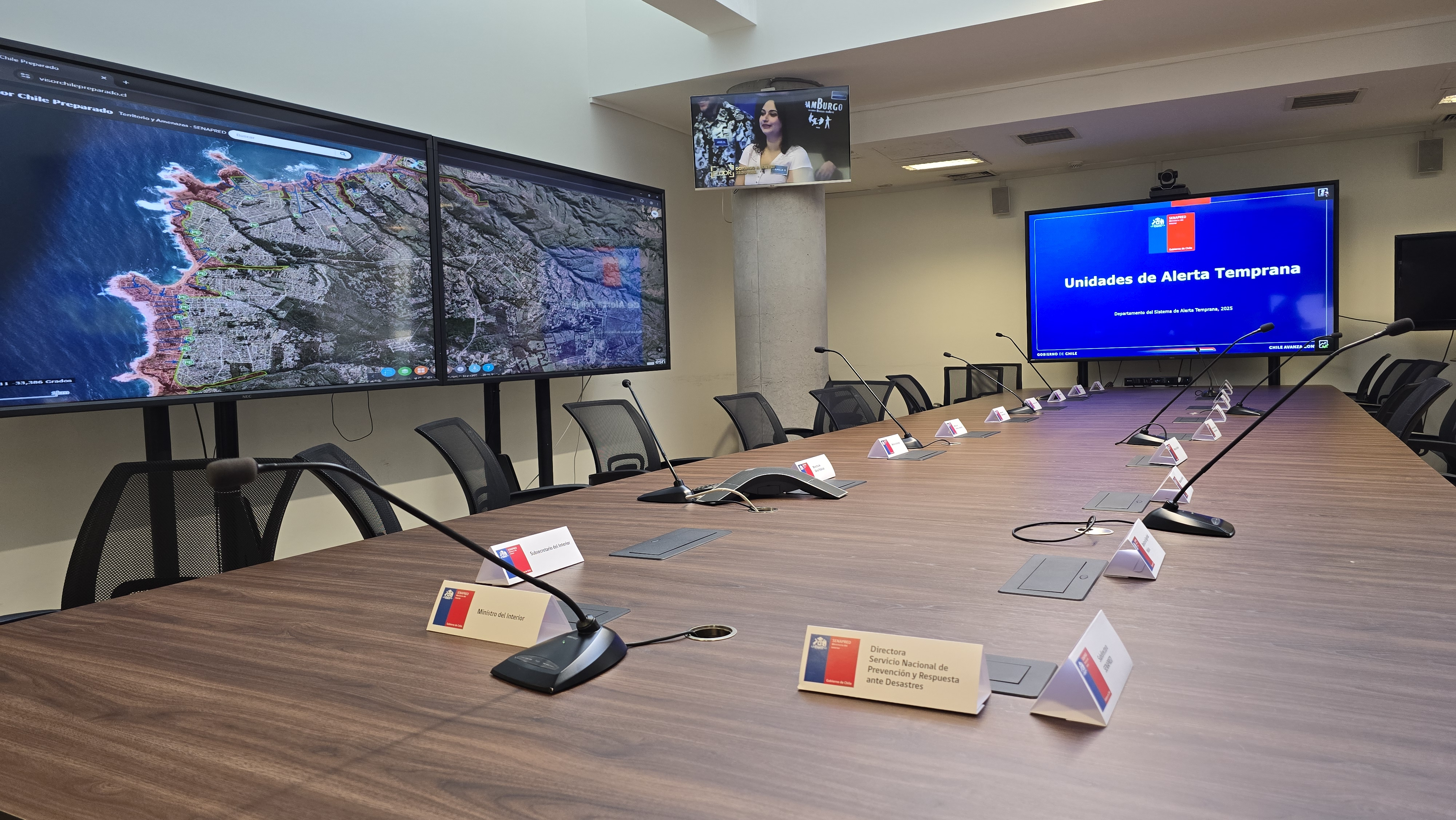
Salón principal de coordinación de respuesta ante desastres que reúne a principales autoridades del país.

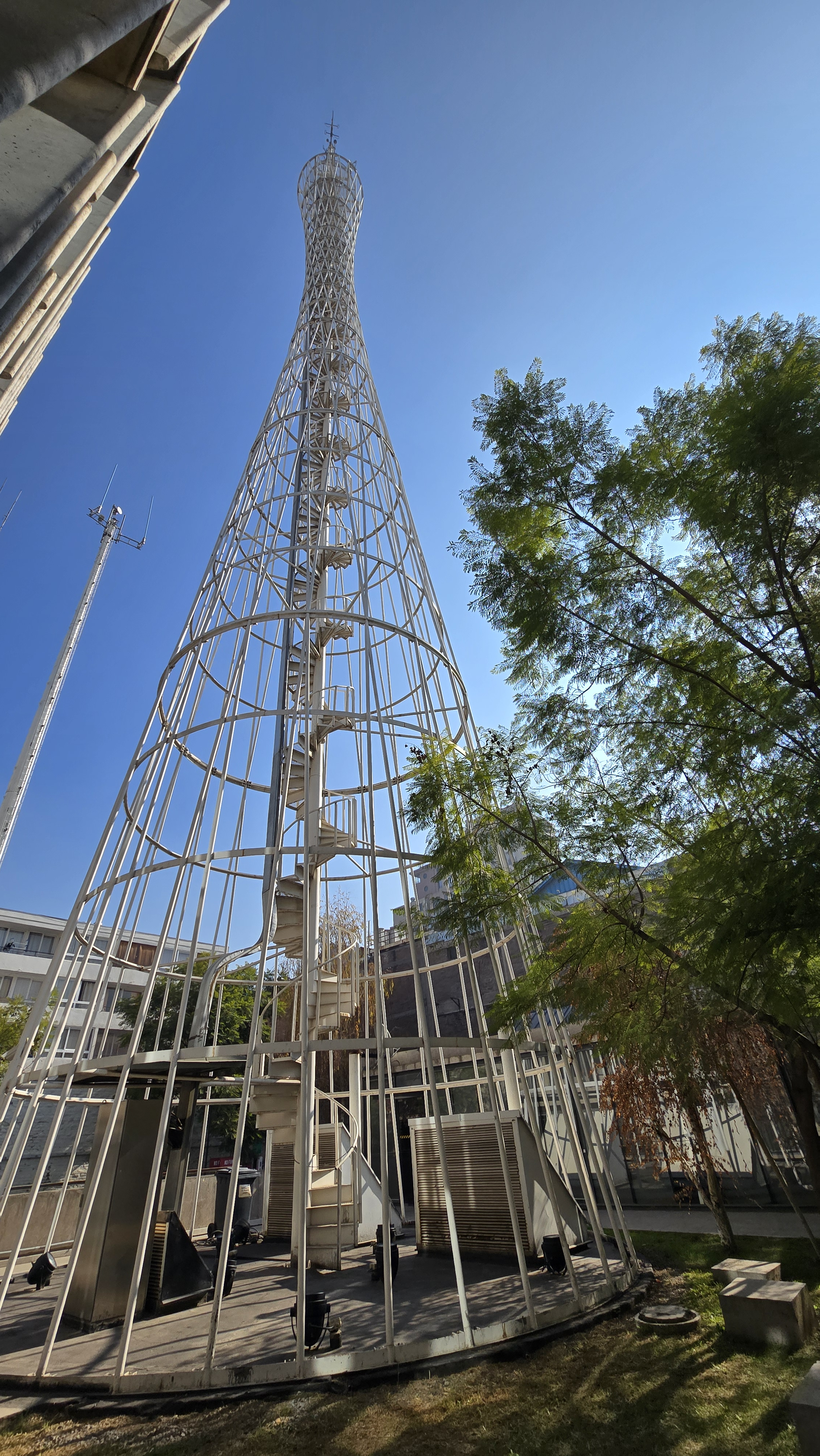
Antena de servicios al interior de SENAPRED.

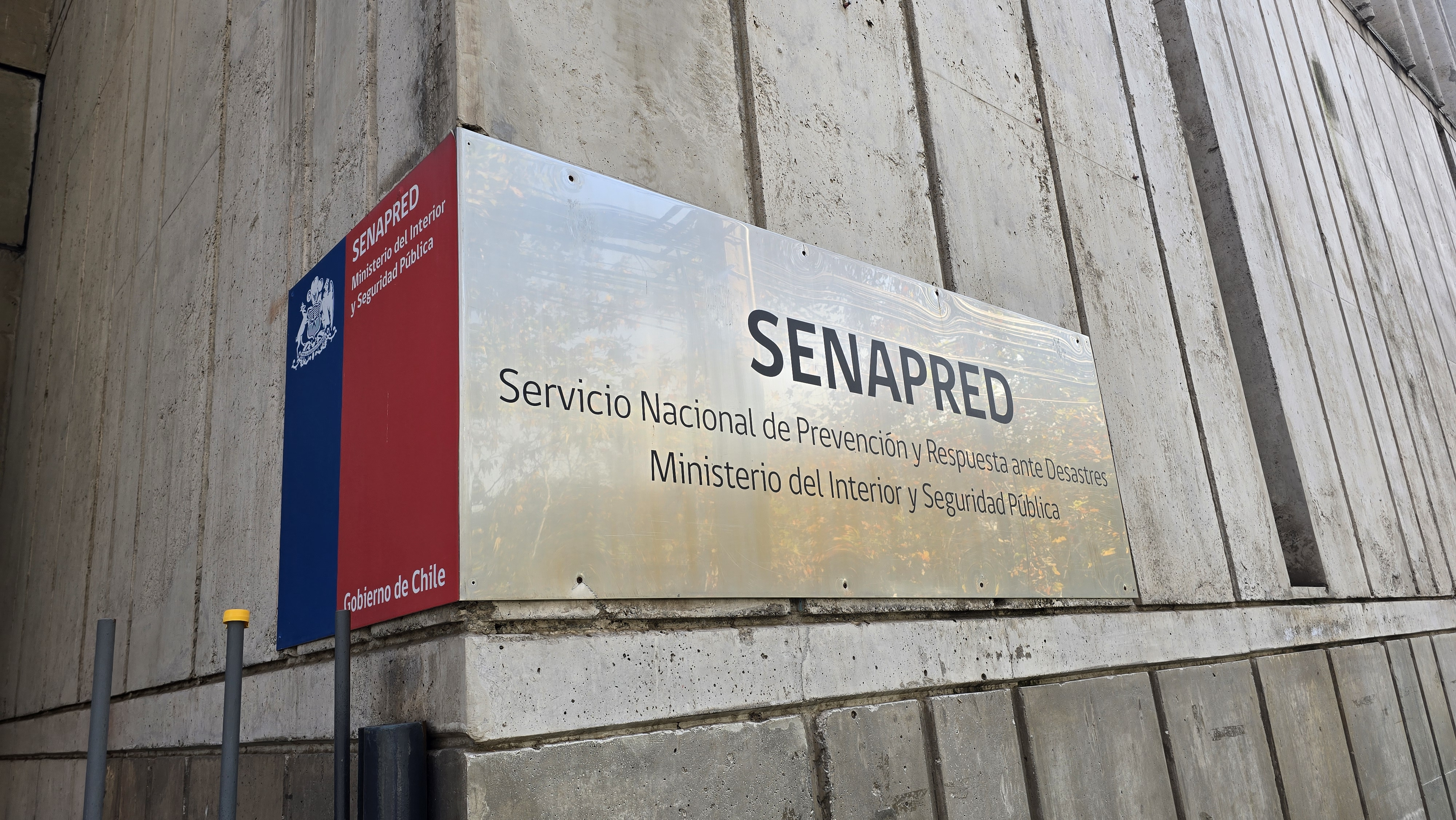
Placa del frontis del edificio del Servicio Nacional de Prevención y Respuesta ante Desastres (SENAPRED).

El Servicio Nacional de Prevención y Respuesta ante Desastres (SENAPRED) es un servicio público chileno, encargado de asesorar, coordinar, organizar, planificar y supervisar las actividades relacionadas con la Gestión del Riesgo de Desastres de Chile. Fue creado por la Ley N.° 21.364 del 2021, para reemplazar a la anterior Oficina Nacional de Emergencia (ONEMI), en el contexto de la reforma del sistema de gestión de emergencias de Chile.

## Historia

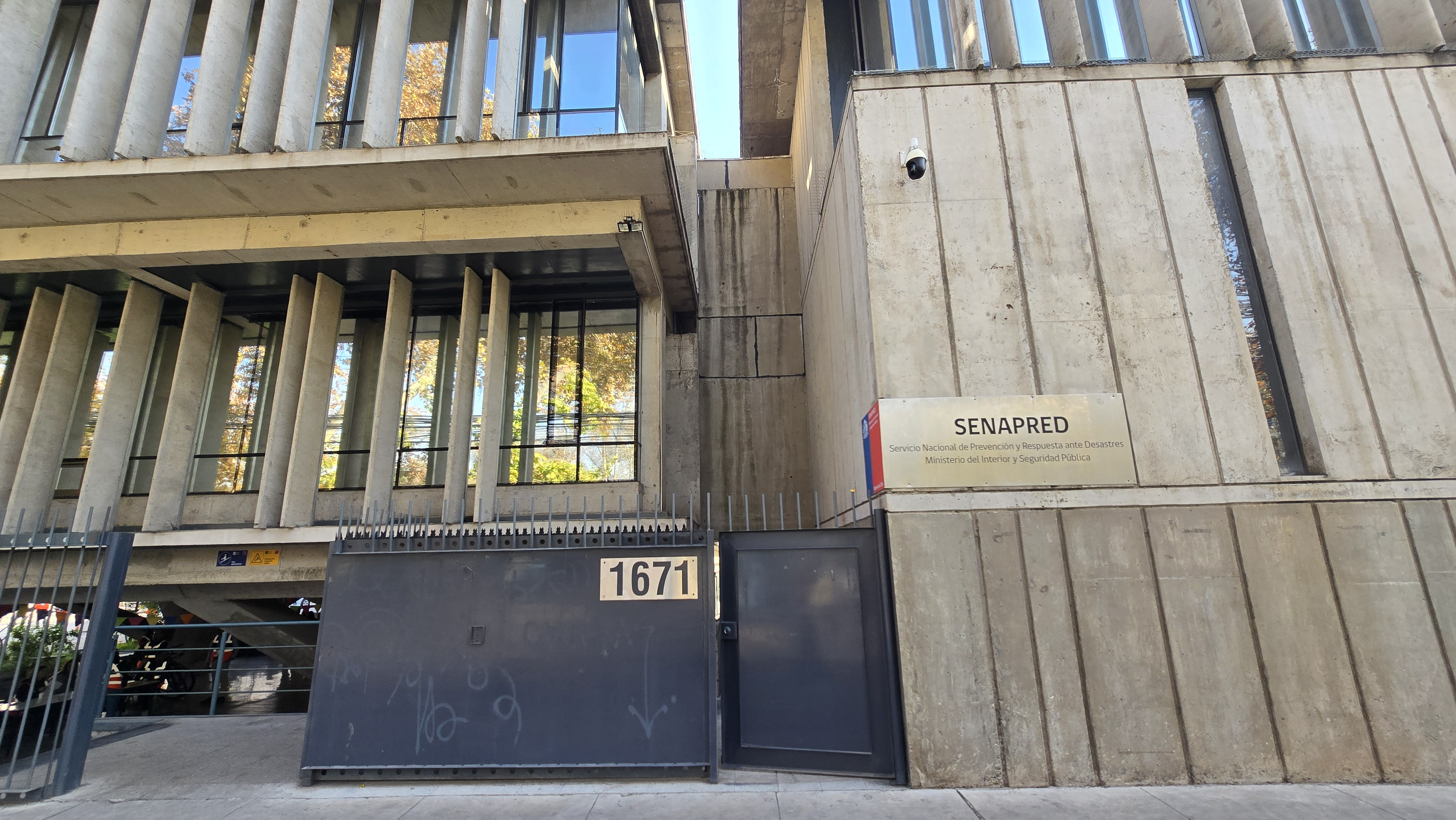
Frontis Servicio Nacional de Prevención y Respuesta ante Desastres (SENAPRED) ubicado en Av. Beauchef 1671, Santiago.

Tras el terremoto del 27 de febrero de 2010 se hizo patente la necesidad de reformar la estructura de emergencias de Chile, que estaba inalterada desde 1974 y en los inicios de la dictadura militar.Así se dio inicio a un proceso de reformas en el sector, que culminó con la dictación de la Ley N.° 21.364 durante el gobierno del presidente Sebastián Piñera, publicada el 7 de agosto de 2021, y que la reemplazó.
Su primeras intervenciones de relevancia nacional han sido la gestión de emergencia ante los incendios forestales de 2023, posteriormente, el temporal de junio de 2023, los incendios forestales de 2024 y el apagón de 2025.

## Organización
El Senapred es un servicio público descentralizado, desconcentrado territorialmente, con personalidad jurídica y patrimonio propio. Se organiza en base a una dirección nacional, y direcciones regionales en cada una de las regiones de Chile.Está sometido a la supervigilancia del Presidente de la República de Chile, por intermedio del Ministerio del Interior.

### Directores nacionales
| Titular                  | Partido | Inicio              | Final               | Presidente         |
| ------------------------ | ------- | ------------------- | ------------------- | ------------------ |
| Mauricio Tapia Dupuy (s) | Ind.    | 1 de enero de 2023  | 14 de marzo de 2023 | Gabriel Boric Font |
| Álvaro Hormazábal López  | Ind.    | 14 de marzo de 2023 | 18 de marzo de 2024 | Gabriel Boric Font |
| Alicia Cebrián López     | Ind.    | 18 de marzo de 2024 | En el cargo         | Gabriel Boric Font |